# Schloss Lindach (Laakirchen)

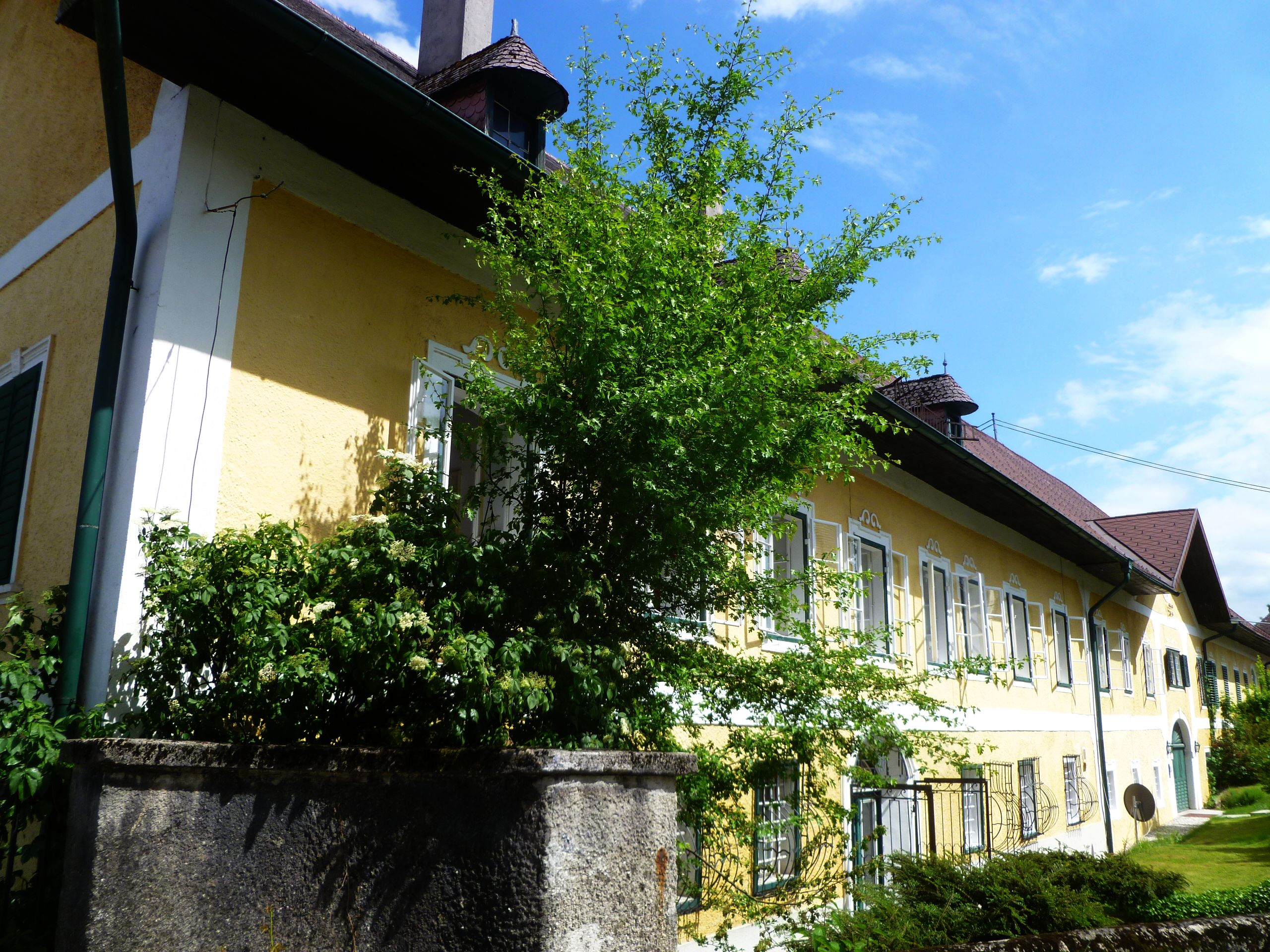
Schloss Lindach – Schlossfront

Das Schloss Lindach liegt in dem gleichnamigen Ortsteil der Gemeinde Laakirchen im Bezirk Gmunden von Oberösterreich (Lindach 4, 5a). Die gesamte Anlage besteht aus einem langgestreckten Haupthaus, einem gegenüberliegenden Wirtschaftsgebäude und der Kirche der hl. Margareta. Heute wird das Schloss auch als Veranstaltungsort für Festlichkeiten verwendet.

## Geschichte

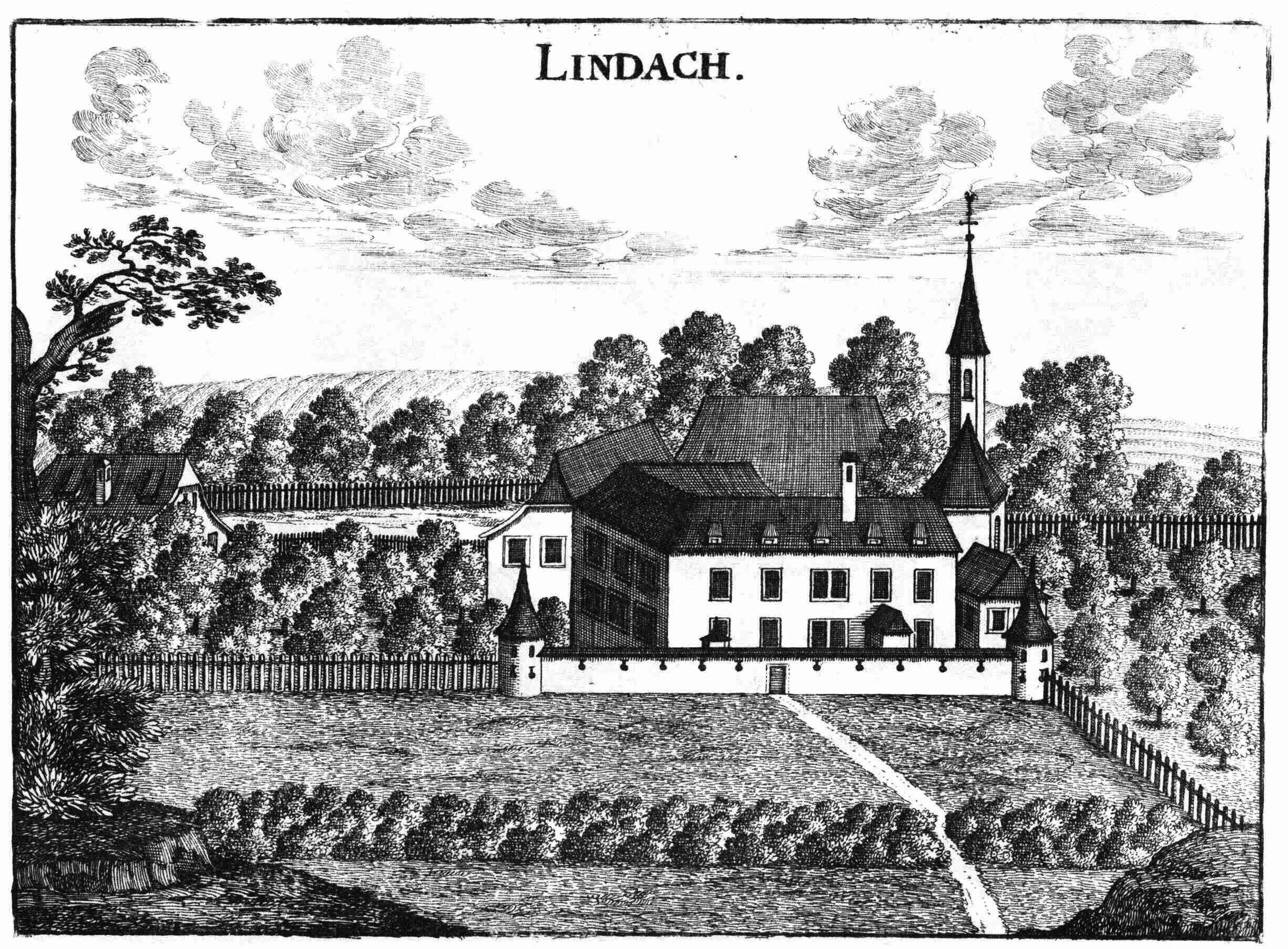
Schloss Lindach nach einem Stich von Georg Matthäus Vischer von 1674

Urkundlich wird Lindach erstmals 1080 genannt. Es gehörte damals zu der Herrschaft Ort im Traunkreis. Im Jahr 1130 wird der „Edelsitz zu Dorff und zu Lindach“ erwähnt. 1470 erhielt Leopold Hayden von und zu Dorff Lindach als rittermäßiges Lehen.
Die Ausgestaltung der Schlosskapelle zu einer barocken Kirche der Heiligen Margareta erfolgte 1680 durch Christoph Adam Hayden von Dorff zu Lindach. Der Hauptaltar, die Seitenaltäre und die Kanzel wurden 1682 errichtet. Hier befindet sich auch die Begräbniskapelle der Haydens zu Lindach. Lindach war zwischenzeitlich zu einem landesfürstlichen Lehen geworden.
Die einzige Tochter des Christoph Hayden, Maria Theresia, brachte Lindach 1758 als Heiratsgut in ihre Ehe mit Karl Josef Oktavian von Frey ein. 1780 wurde das Schloss vergrößert. Im Besitz der Freys blieb Lindach bis 1810. Dann verkaufte Franz Seraph von Frey Lindach mit allen zugehörigen Betrieben an die bürgerliche Unternehmensgruppe von Georg und Elisabeth Steinhuber, die in Lindach Verwalter einsetzte. Im Schloss war die erste Zuckerfabrik Oberösterreichs untergebracht. Unter dem Verwalter Andreas Both wurde die Zuckererzeugung und die Schnapsbrennerei aufgegeben, die Bierbrauerei hingegen modernisiert. 1846 war Lindach im Besitz von Anton Karl Hafferl und seiner Familie. 1870 wurde Lindach durch einen Brand schwer beschädigt.
1876 ist Daniel Ritter von Hornbostel Eigentümer von Lindach. 1908 kam Lindach an eine Firma. 1926 brach nochmals ein Brand aus, der wiederum große Schäden verursachte. Danach kam Lindach an Hannes von Matuschka. Diese Familie bewohnt heute noch das Schloss.

## Schloss Lindach heute
Schloss Lindach ist ein langgezogener, zweigeschoßiger Bau mit einem hohen Mansarddach. Es ist das einzige Schloss in Oberösterreich, dessen Hof gleichzeitig der Dorfplatz ist. Das Schloss selbst liegt im Vergleich zu dem anderen Gelände tiefer als die anderen Gebäude. Die frühere Schlosskirche ist die heutige Dorfkirche. Wie auf dem Stich von Georg Matthäus Vischer von 1674 zu sehen ist, war die Kirche mit dem Schloss durch eine Mauer verbunden. Wegen der Anlage einer Straße wurde die Mauer hinter der Kirche durchbrochen. Deshalb sind Kirche und Schloss heute voneinander getrennt, und der Schlosshof ist zum Dorfplatz geworden. Die ursprüngliche Hauptfassade des Schlosses lag auf der von der Kirche abgewandten Seite. Die drei Bögen der dortigen Lauben ruhen auf Steinsäulen, davor liegen eine Terrasse und ein Park. Der heutige Eingang liegt auf der dem Wirtschaftshof zugewandten Seite. Der Wirtschaftshof wird im Jahr 2013 renoviert.
Heute ist Lindach ein landwirtschaftlicher Gutsbetrieb ohne industrielle Nebenbetriebe. Johannes und Gabriele Matuschka-Gablenz haben Schloss Lindach in den letzten Jahren renoviert und die Wirtschaftsgebäude zu Veranstaltungsorten für Festlichkeiten und für kulturelle Anlässe umgestaltet. Seit 2002 ist Schloss Lindach auch einer der Spielorte der Festwochen Gmunden.

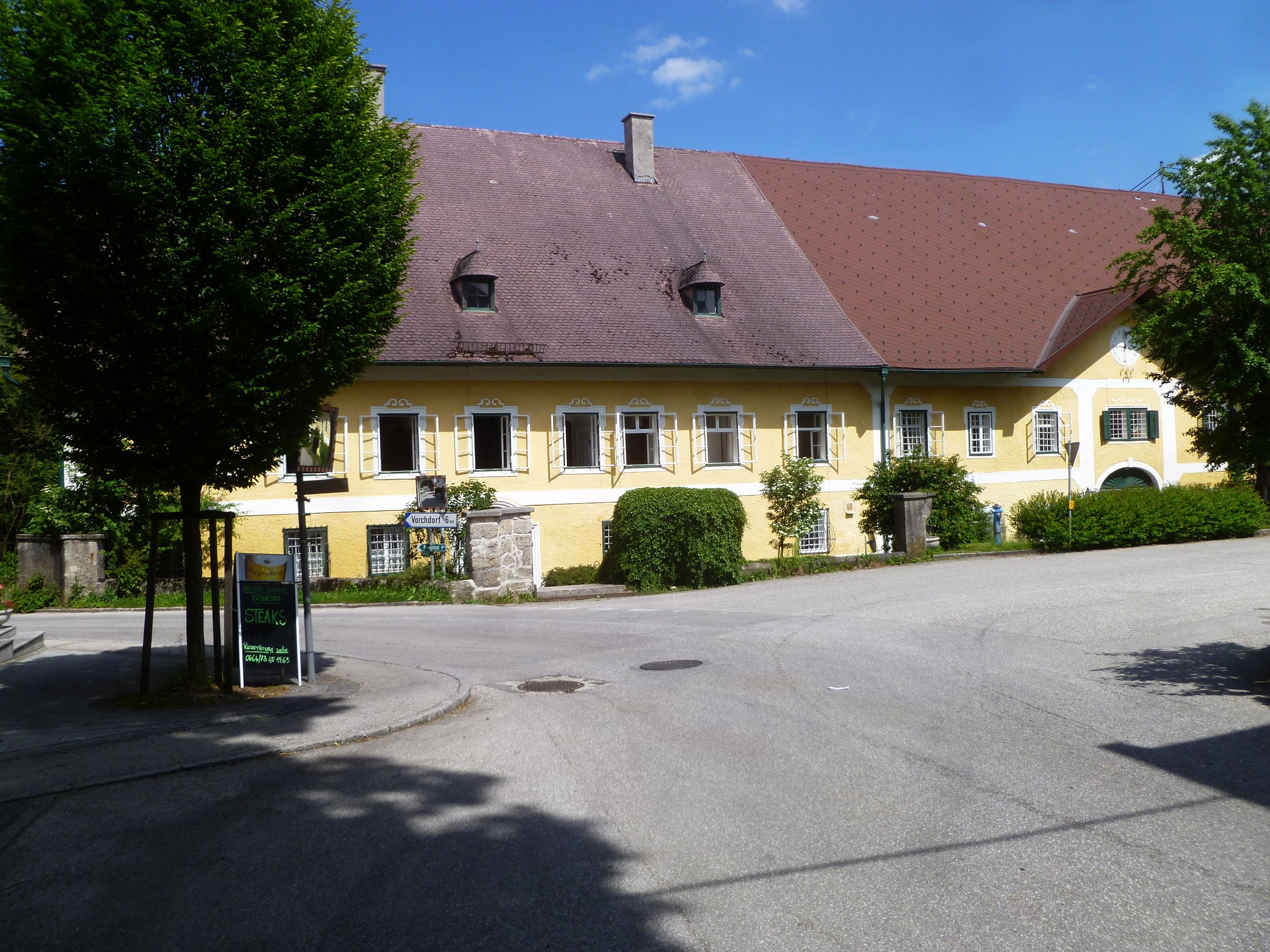
Hauptfront
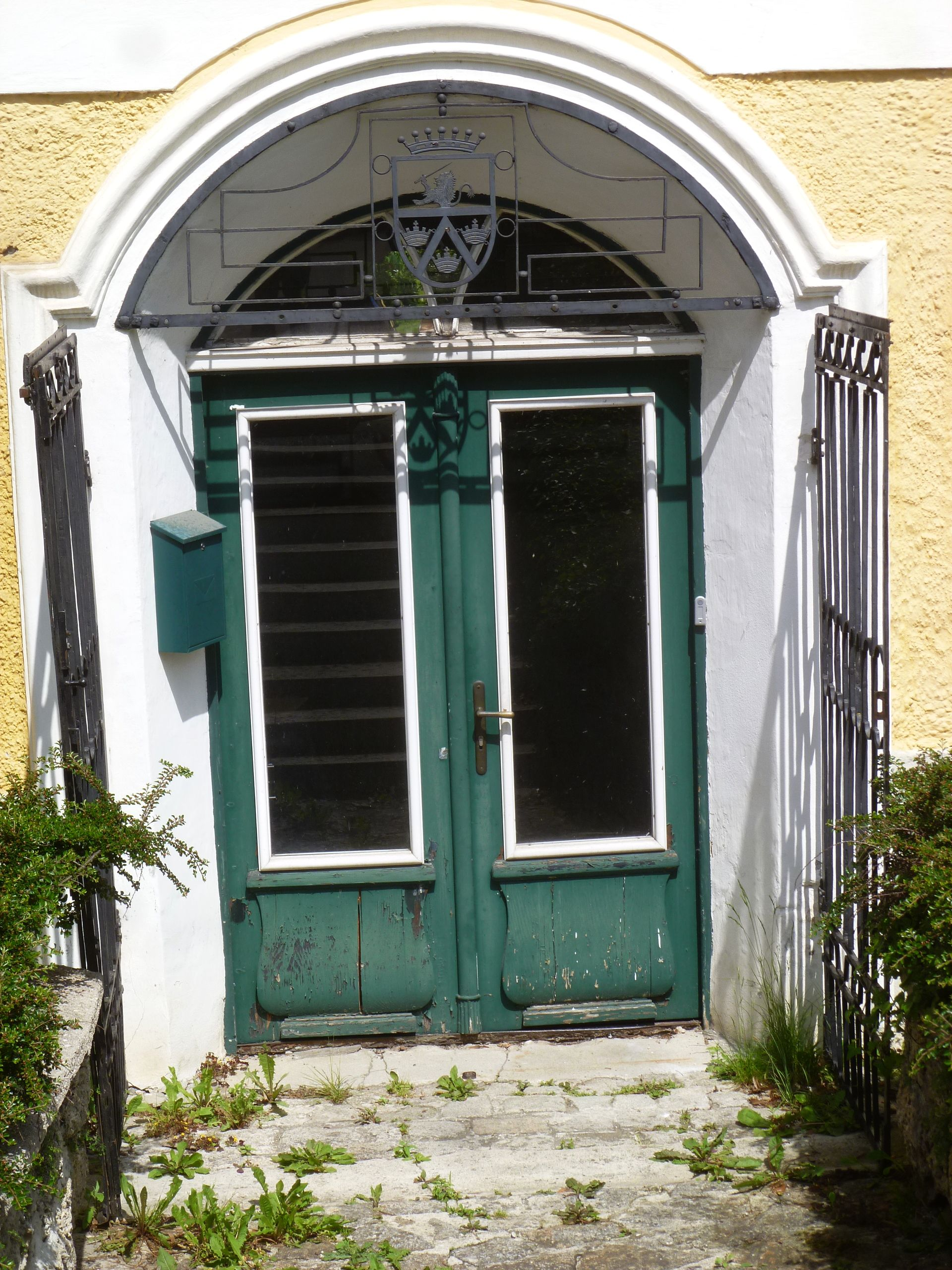
Eingangsportal
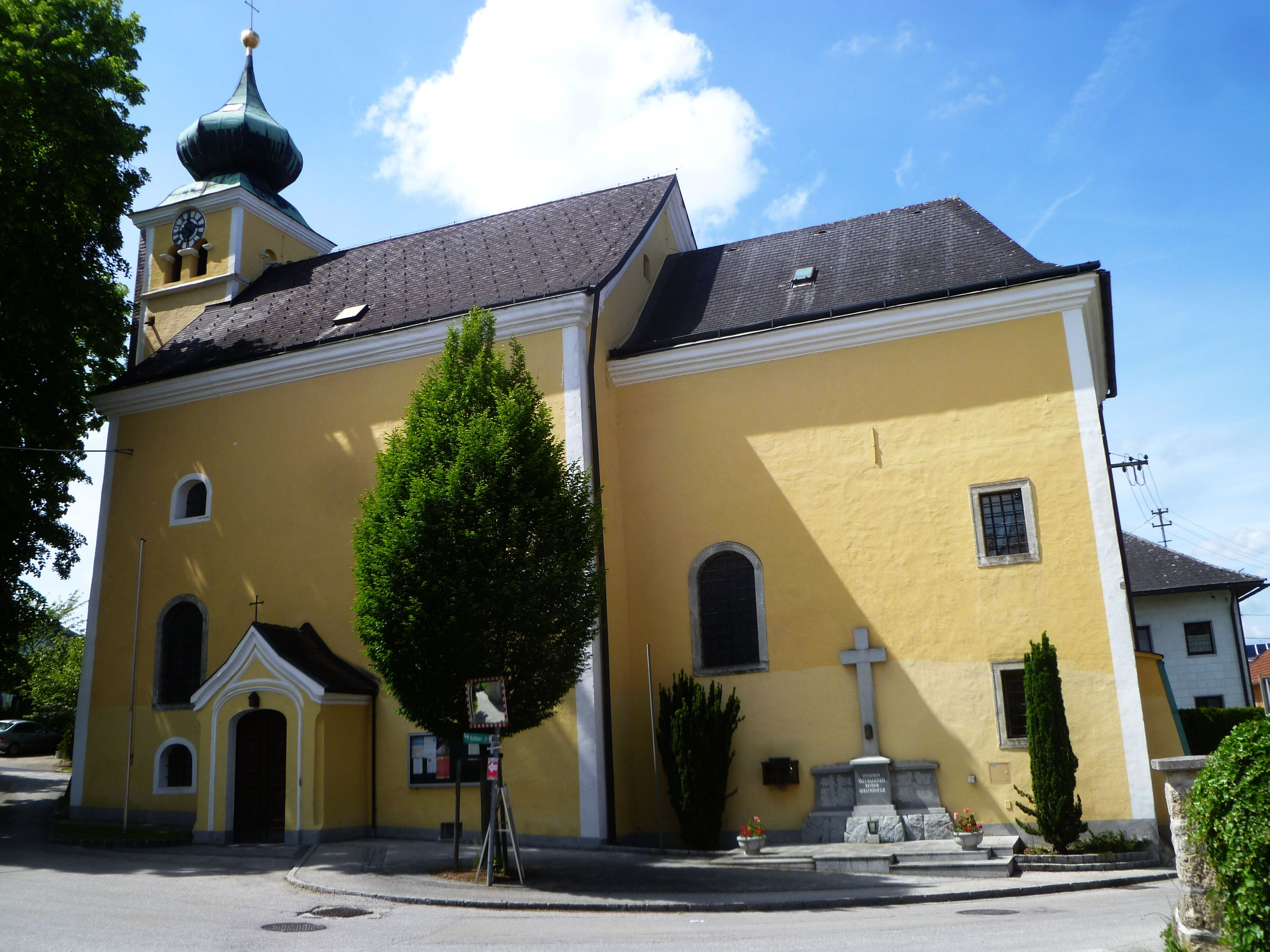
Kirche zur hl. Margareta (frühere Schlosskapelle)
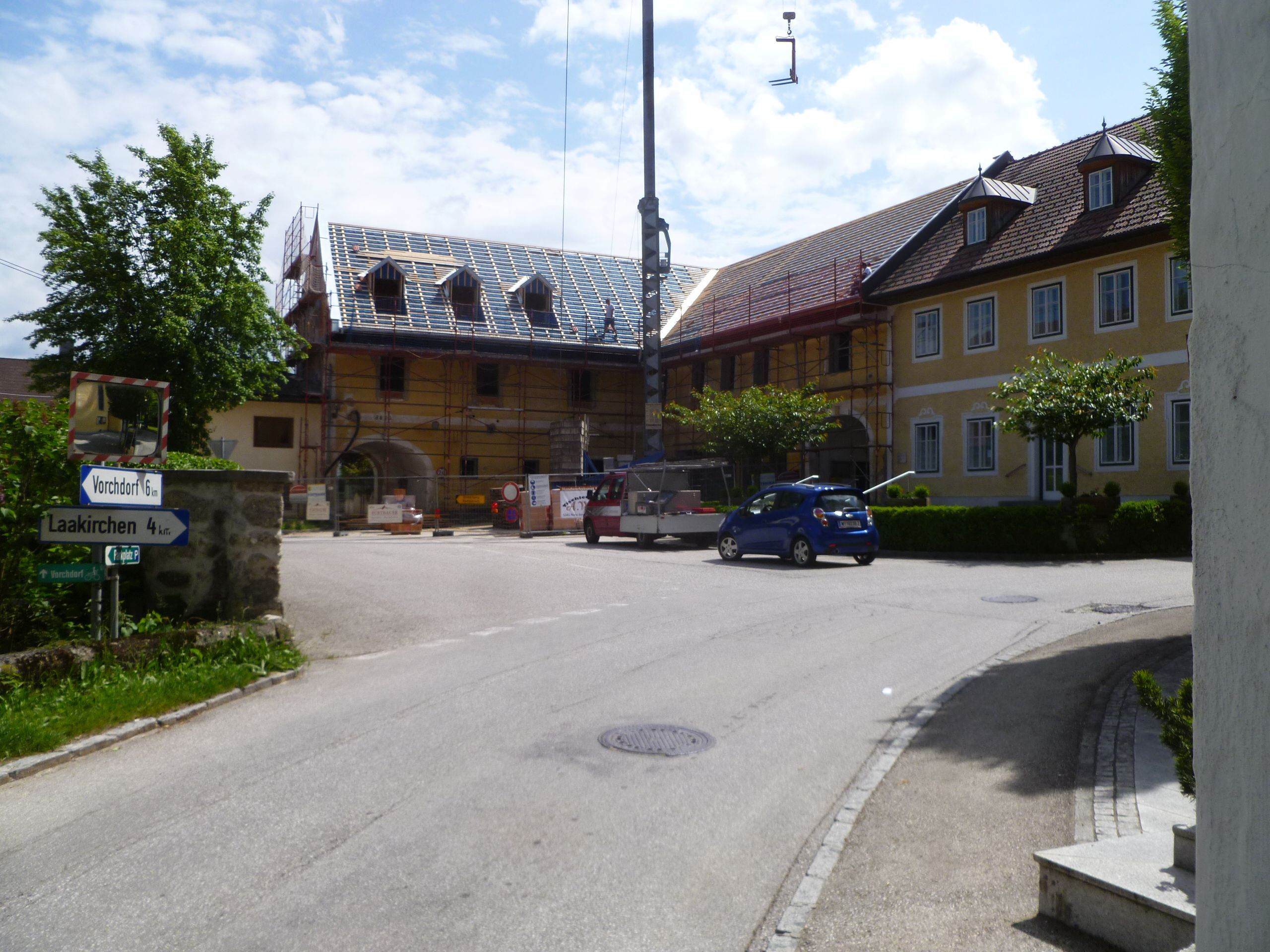
Ehemaliger Wirtschaftshof